# (63176) 2000 YN59
(63176) 2000 YN59 est un astéroïde troyen jovien.

## Description
(63176) 2000 YN59 est un astéroïde troyen jovien, camp grec, c'est-à-dire situé au point de Lagrange L4 du système Soleil-Jupiter. Il présente une orbite caractérisée par un demi-grand axe de 5.060 UA, une excentricité de 0.015 et une inclinaison de 2.8° par rapport à l'écliptique.

## Compléments